# Stroudia hertae
Stroudia hertae är en stekelart som beskrevs av Gusenleitner 2002. Stroudia hertae ingår i släktet Stroudia och familjen Eumenidae. Inga underarter finns listade i Catalogue of Life.